# Serrasalmus emarginatus
Serrasalmus emarginatus är en fiskart som först beskrevs av Jardine, 1841.  Serrasalmus emarginatus ingår i släktet Serrasalmus och familjen Characidae. Inga underarter finns listade i Catalogue of Life.